# Eddy Boutmans
Eddy Seraphina Maria Boutmans (Antwerpen, 6 februari 1948) is een Belgisch voormalig politicus voor Agalev.

## Levensloop
Eddy Boutmans liep school aan het Onze-Lieve-Vrouwecollege te Antwerpen en studeerde rechten aan de Rijksuniversiteit Gent, waar hij tot doctor in de rechten promoveerde in 1970. Hij werd werkzaam als advocaat en specialiseerde zich in mensenrechten.
Hij werd in de jaren 1970 politiek actief in en rond Antwerpen. Hij was een van de stichters van de Antwerpse alternatieve boekenbeurs Het Andere Boek en was jaren actief in de Antwerpse buitenparlementaire actie- en politieke groeperingen. Hij is lange tijd voorzitter geweest van de pluralistische vereniging Vrienden van Cuba. Bij de gemeenteraadsverkiezingen van 1982 vormde hij samen met onder meer Mieke Vogels en enkele radicaal-linkse partijen zoals SAP een alternatieve politieke lijst voor de Antwerpse gemeenteraadsverkiezingen onder de naam ELA (Ekologisch Links Alternatief). Bij de verkiezingen van 1988 gebeurde hetzelfde onder de naam Regenboog. Dit was echter niet erg succesvol en het volgende jaar stapte hij over naar Agalev.
Van mei 1995 tot juni 1999 zetelde Boutmans in de Senaat, waar hij voorzitter was van de Agalev-fractie. Bij de verkiezingen van juni 1999 werd hij vervolgens verkozen in de Kamer van volksvertegenwoordigers. Hij bleef dit niet lang aangezien hij in juli 1999 toetrad tot de paars-groene regering-Verhofstadt I als staatssecretaris voor Ontwikkelingssamenwerking, wat hij bleef tot in juli 2003. Tijdens zijn periode als staatssecretaris slaagde hij er onder andere in om zowel op Belgisch als Europees niveau akkoorden te bereiken om de hoogte van het bedrag dat aan ontwikkelingssamenwerking besteed wordt te verhogen.
Verder was hij in 2000 de bezieler van Africalia, een soort van permanente Europalia, een sponsoringproject voor Afrikaanse cultuur zowel in Afrika als in België.

### Na de politiek
Na de verkiezingsnederlaag van Agalev in 2003 trok Boutmans zich terug uit de actieve politiek en ging weer studeren aan de Katholieke Universiteit Leuven, waar hij in 2004 een diploma in de aanvullende studie van de sociale en culturele antropologie behaalde.
In 2005 werd hij lid van de raad van beheer en in 2011 lid van het uitvoerend bureau van UNICEF België. In 2013 volgde hij Christian Wiener als voorzitter van UNICEF België op.. In 2019 volgde Roland Steisel hem in deze hoedanigheid op.
Sinds 2016 is hij lid van de Federale Deontologische Commissie.